# Stichting Vrijwillige Internationale Aktie
De Stichting Vrijwillige Internationale Aktie, kortweg Stichting VIA of VIA, is de Nederlandse tak van Service Civil International (SCI), een internationale vrijwilligersorganisatie en vredesbeweging. Stichting VIA is gevestigd in Amsterdam met KvK-nummer 41197748.
In 1969 ontstond Stichting VIA uit een fusie tussen de Internationale Vrijwillige Hulpdienst (IVH) en de Stichting Afbraak Opbouw. De IVH bestond al sinds 1948 als tak van de SCI.
Stichting VIA is een non-gouvernementele organisatie, die vrij is van commercie en ook niet gebonden is aan specifieke levensbeschouwelijke richtingen. Mensen die als vrijwilliger bij deze stichting werken, hebben allerlei verschillende achtergronden.
Doel van Stichting VIA is het uitwisselen van internationale vrijwilligers voor diverse projecten. Zelf organiseert ze maatschappelijke projecten in Nederland, die 2 tot 4 weken duren. Om deze projecten te organiseren, wordt vaak een samenwerking aangegaan met andere niet-commerciële organisaties, die kamppartners worden genoemd.